# Могиленски окръг
Могиленски окръг (на полски: Powiat mogileński) е окръг в Централна Полша, Куявско-Поморско войводство. Заема площ от 675,12 км2. Административен център е град Могилно.

## География
Окръгът обхваща земи от историческите области Куявия и Великополша. Разположен е в южната част на войводството.

## Население
Населението на окръга възлиза на 46 929 души (2012 г.). Гъстотата е 70 души/км2.

## Административно деление
Административно окръгът е разделен на 4 общини.
Градско-селски общини:
- Община Могилно
- Община Стшелно

Селски общини:
- Община Велке Йежьора
- Община Домброва

## Фотогалерия
- Могилно
- Стшелно